# Cu xanh đuôi nhọn

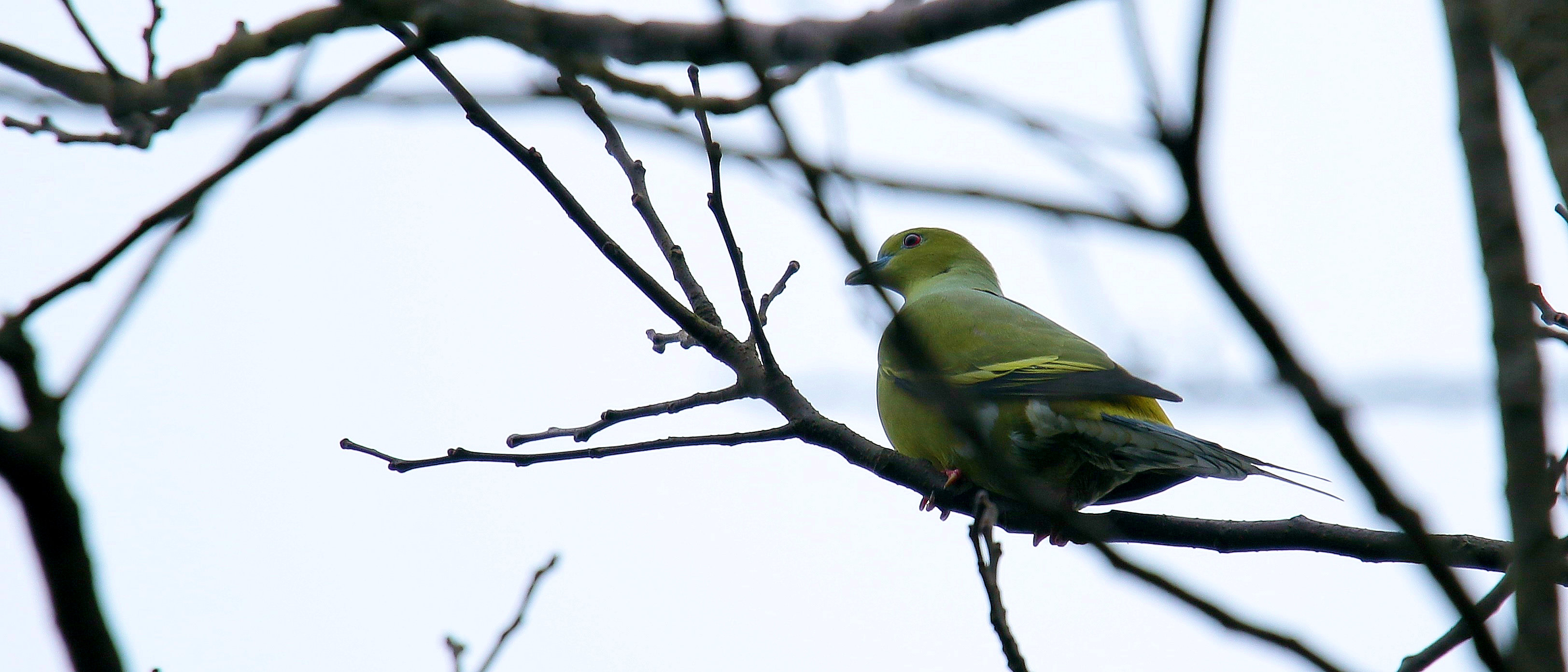
Cu xanh đuôi nhọn

Cu xanh đuôi nhọn (danh pháp hai phần: Treron apicauda) là một loài chim trong họ Columbidae.
Bộ lông của loài chim này chủ yếu là màu xanh lục vàng và nó có lông đuôi nhọn.
Loài này ăn trái cây và quả mọng là thức ăn chính của nó. Cu xanh đuôi nhọn được tìm thấy ở Bangladesh, Bhutan, Campuchia, Trung Quốc, Ấn Độ, Lào, Myanmar, Nepal, Thái Lan và Việt Nam.